# Lisa Izquierdo
Lisa Izquierdo est une joueuse allemande de volley-ball née le 29 août 1994 à Staßfurt. Elle mesure 1,78 m et joue au poste de réceptionneuse-attaquante. Elle totalise 28 sélections en équipe d'Allemagne. Son père est originaire de Cuba.

## Clubs
| Club                | De        | À         |
| ------------------- | --------- | --------- |
| VC 97 Staßfurt      |           | 2006-2007 |
| VC Olympia Berlin   | 2007-2008 | 2011-2012 |
| Dresdner SC         | 2012-2013 | 2015-2016 |
| Anakent Spor Kulübü | 2016-2017 | 2016-2017 |
| CS Volei Alba-Blaj  | 2017-2018 | 2017-2018 |
| NawaRo Straubing    | 2018-2019 | …         |

## Palmarès

### Équipe nationale
- Championnat d'Europe
  - Finaliste : 2013.
- Ligue européenne
  - Finaliste : 2014.

### Clubs
- Championnat d'Allemagne
  - Vainqueur : 2014, 2015, 2016.
  - Finaliste : 2013.
- Coupe d'Allemagne
  - Vainqueur : 2016.

### Distinctions individuelles
- Championnat d'Europe féminin de volley-ball des moins de 20 ans 2012: Meilleure attaquante.